# Mali Prîțkî, Mîronivka
Mali Prîțkî (în ucraineană Малі Прицьки) este un sat în comuna Makedonî din raionul Mîronivka, regiunea Kiev, Ucraina.

## Demografie
Componența lingvistică a localității Mali Prîțkî
     Ucraineană (94,59%)
     Rusă (5,41%)
Conform recensământului din 2001, majoritatea populației localității Mali Prîțkî era vorbitoare de ucraineană (94,59%), existând în minoritate și vorbitori de rusă (5,41%).